# 1269年
| 千纪： | 2千纪 |
| 世纪： | 12世纪 \| 13世纪 \| 14世纪                                                                                 |
| 年代： | 1230年代 \| 1240年代 \| 1250年代 \| 1260年代 \| 1270年代 \| 1280年代 \| 1290年代                           |
| 年份： | 1264年 \| 1265年 \| 1266年 \| 1267年 \| 1268年 \| 1269年 \| 1270年 \| 1271年 \| 1272年 \| 1273年 \| 1274年 |
| 纪年： | 己巳年（蛇年）；蒙古至元六年；南宋咸淳五年；越南紹隆十二年；日本文永六年                                   |

## 大事记
- 欽察汗國、窩闊台汗國與察合台汗國在塔拉斯河召開塔拉斯河庫里爾台大會，商議以窩闊台汗之孫海都為盟主，共同反對拖雷家族控制的大汗直轄地和伊兒汗國，並協議劃分了各自在阿姆河以北地區的勢力範圍，標誌著大蒙古國的實質分裂和解體。
- 忽必烈以那木罕為將，在別失八裡擊敗海都。
- 八月，高麗反元派大臣林衍廢高麗元宗，在元世祖的干涉下元宗復位。
- 十月，高麗西京（今平壤）都統領崔坦、李延齡等以高麗北部50城降元。
- 穆瓦希德王朝被馬林王朝取代。
- 三別抄部隊抗擊蒙古，引发高麗蒙古戰爭期间发生的三別抄之亂。

## 出生
- 黄公望：中国元代画家。

## 逝世
- 襄樊之戰的南宋守將呂文德是年陣亡